# Eardwulf (koning)

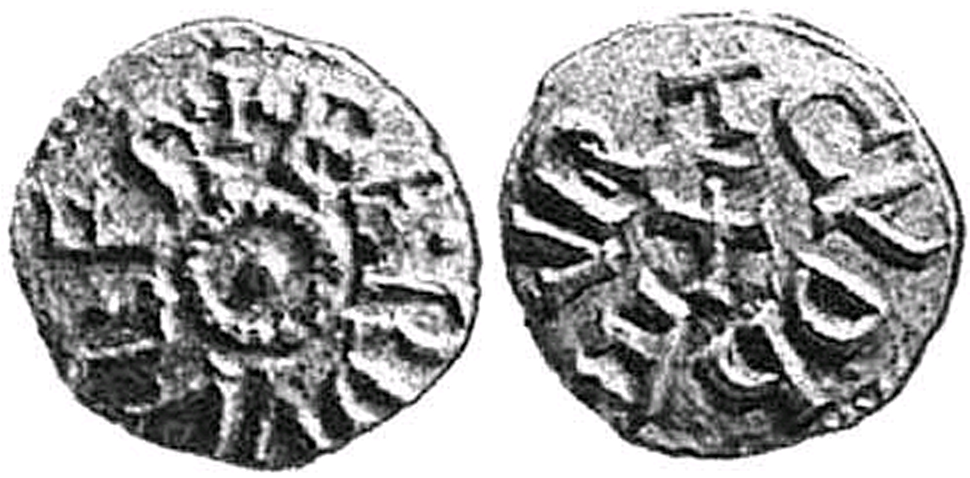
Munt van Eardwulf

Eardwulf (fl. 790 - circa 830) was van 796 tot 806 koning van Northumbria. In dat laatste jaar werd hij afgezet en ging hij in ballingschap. Mogelijk had hij een tweede regeerperiode van 808 tot 811 of misschien zelfs tot 830. 
Northumbria was in de laatste jaren van de 8e eeuw het toneel van dynastieke strijd tussen verschillende adellijke families: in 790 zou de toenmalige koning Æthelred I getracht hebben om Eardwulf te vermoorden. Dat Eardwulf de moordpoging overleefde werd als een teken van goddelijke gunst beschouwd. In april 796 werd Æthelred vermoord door een groep edelen. Zijn opvolger was Osbald, wiens bewind echter slechts 27 dagen duurde, waarna hij afgezet werd. 
Op 14 mei 796 werd Eardwulf koning van Northumbria als opvolger van Osbald. In 806 werd Eardwulf afgezet. Enkele jaren later besteeg zijn zoon Eanred de troon van Northumbria.